# Lévézou

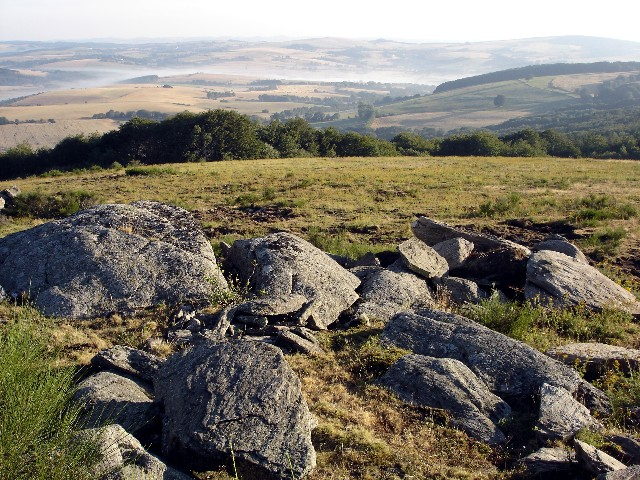
Paysage du Lévézou

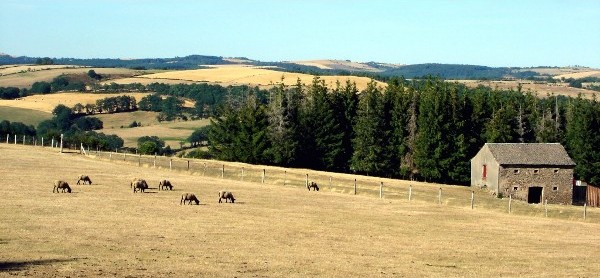
Bergerie sur le Lévézou

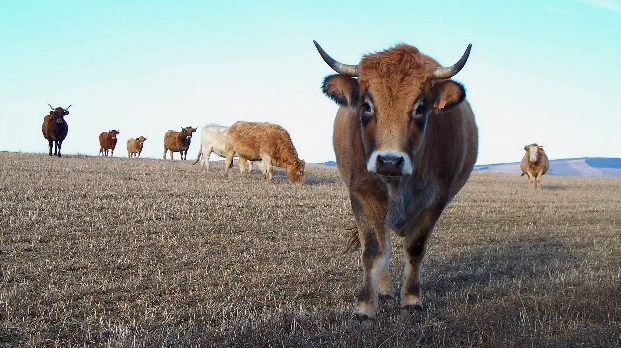
Vaches sur le Lévézou

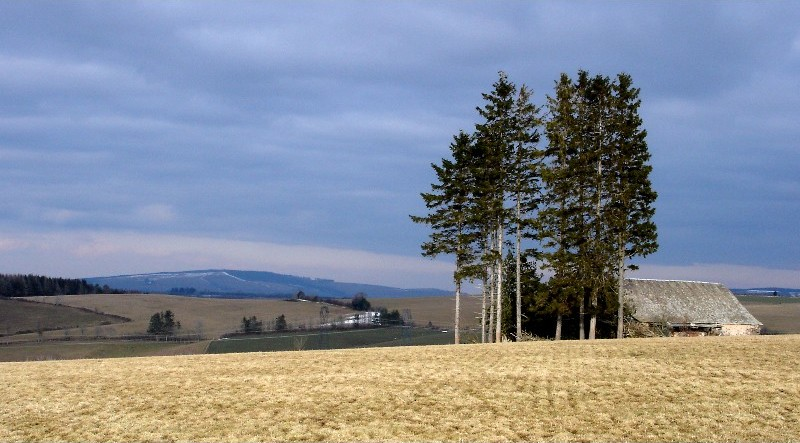
Le plateau du Lévézou

Le Lévézou est un haut plateau cristallin du centre de l'Aveyron d'une altitude moyenne de 900 mètres environ et dont le point culminant est le puech del Pal (1 155 m). Il ne correspond à aucune zone administrative et ses limites ne sont pas réellement définies.
Cependant, la morphologie et la géologie du plateau permettent de le délimiter par les zones abruptes du nord vers le sud en passant par l'est. Sa limite ouest avec le Ségala est plus diffuse morphologiquement mais la ceinture leptyno-amphibolitique permet de la préciser.

## Étymologie
De l'occitan Leveson. Nom d'origine celtique : éve et on. Eve : vieille forme française de av, « eau », l'adjectif éveux signifie « humide ». One désigne une source avec filet d'eau, dans le cas présent one évolue en oun et ou. Lévézou signifierait la source des éves ou des eaux à cause des nombreuses rivières et ruisseaux auxquels cette montagne donne naissance. Lévéson est d'abord le nom d'un lieu ; il devient ensuite titre de noblesse au Moyen Âge. Une famille de Lévézou de Vézins, de noblesse chevaleresque, porte ce nom.

## Géographie

### Situation
Le Lévézou se situe au sud du Massif central et y constitue un ensemble individualisé entre les monts de Lacaune, le Larzac et l'Aubrac. Il est situé en plein cœur du département de l'Aveyron.
Le Lévézou est délimité à l'ouest par la rivière du Viaur, au nord par le massif des Palanges dont le point culminant est le puech del Pal à 1 155 mètres d'altitude, à l'est par la rivière Muze, et au sud par la rivière du Tarn. Le Lévézou est la région intermédiaire entre Rodez et Millau.

### Topographie
Vaste plateau métamorphique hercynien qui a basculé lors de l'érection de la chaîne alpine, la partie est a subi une poussée qui l'a surélevée par l'est. Les bordures nord, nord-est (vallée de l'Aveyron) et est (gorges de la vallée de la Muze) se présentent aujourd'hui comme une arête rocheuse qui en donne les limites. Après les monts d'Aubrac ce sont les plus hautes terres de l'Aveyron. Les terres sont siliceuses comme les Ségalas.

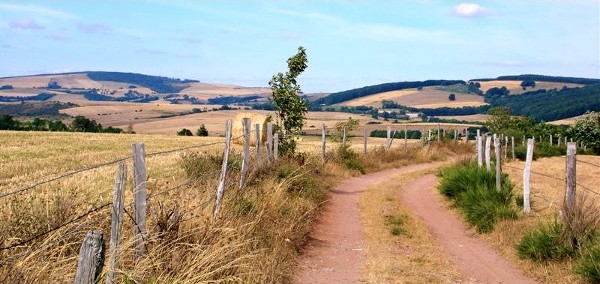
À gauche, le mont Seigne

L'altitude du massif croit progressivement de l'ouest (700 m) vers l'est (1 100 m). Le plus haut sommet est le puech del Pal (1 155 m), suivi du mont Seigne (1 121 m, vestiges archéologiques), et du puech de la Salassiére (1 093 m, tour de télécommunication). À l'intérieur du plateau le relief est vallonné, voire plat vers les sommets des Canabières.
On distingue au moins six sous-ensembles topographiques dans le massif :
- le massif des Palanges au nord-ouest ;
- la crête de Vézins au nord ;
- la crête de Bouloc à l'est ;
- la plaine de Mauriac au centre (à l'est du lac de Pareloup) ;
- le massif du Lagast au sud-ouest ;
- la faille d'amphibolites à l'ouest (carrière d'Arvieu).

À l’intérieur du massif les voies de communication doivent traverser des cols élevés :
- col de Poulzinières 1 047 m sur la D30, commune de Castelnau-Pégayrols ;
- col de la Vernhette 1 032 m sur la D993, commune de Castelnau-Pégayrols ;
- Candadès 1 024 m, commune de Montjaux ;
- la Croix de Boudet 1 011 m sur la D171, commune de Saint-Beauzély ;
- col de la Razal 1 003 m, commune de Saint-Laurent-de-Lévézou.

### Géologie

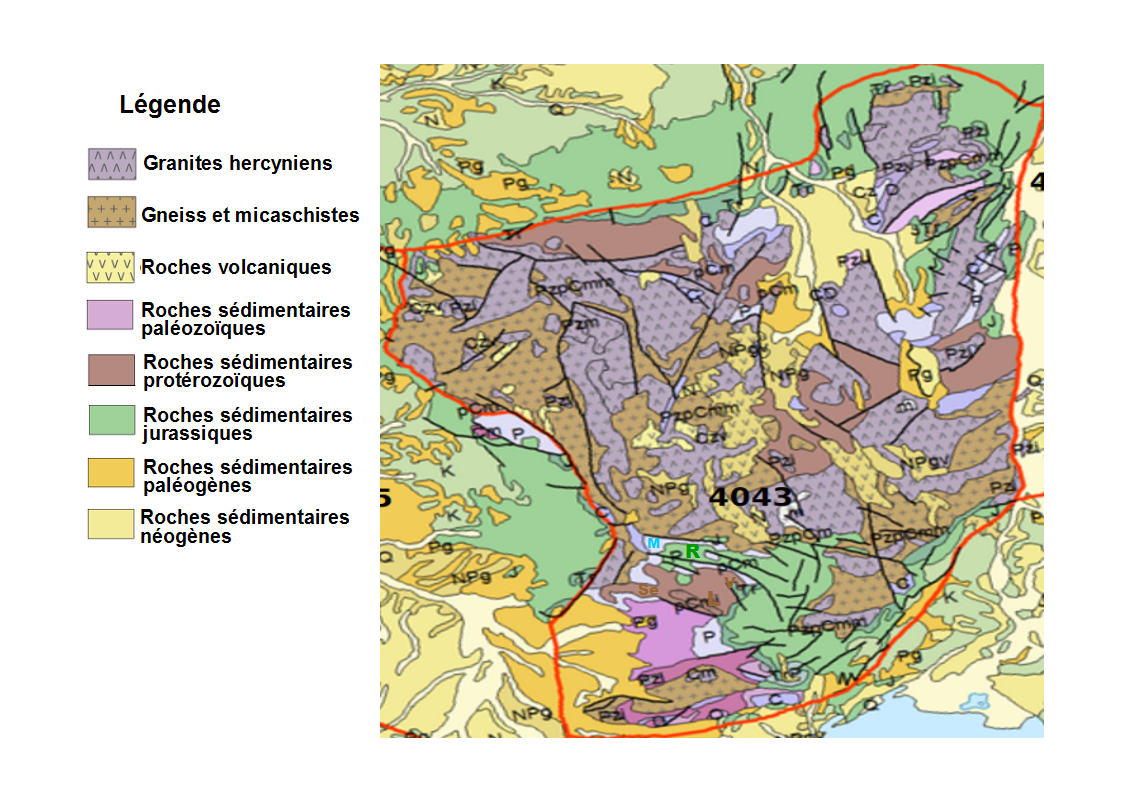
Carte géologique du Massif central :
R=détroit de Rodez ; M=rougier de Marcillac ; Se=Ségala ; V=Vibal ; L=Lévezou.

Le massif du Lévézou forme avec le Ségala un ensemble de terrains métamorphiques mis en place lors de l'orogenèse hercynienne, au paléozoïque. Le massif s'individualise du Ségala par le complexe leptyno-amphibolique (ceinture leptyno-amphibolique de la klippe du Lévézou) d'une largeur de quelques centaines de mètres à quelques kilomètres pour sa partie la plus large vers Villefranche-de-Panat. Cet ensemble délimite un ensemble inférieur orthogneiss et micaschistes du Ségala chevauché par un ensemble supérieur métamorphique à granitique.
La mise en place de façon circulaire du groupe leptyno-amphibolique n'est pas encore bien comprise. Cependant, il est admis qu'il correspond comme les mêmes ensembles leptino-amphoboliques du Massif central aux résidus de l'océan Centralien qui a été fermé lors de la mise en place de la chaîne hercynienne. L'absence de sédimentation indique que le massif a été émergé jusqu'à aujourd'hui. Toutefois, quelques sédiments de type alluviaux ou lagunaires sont mis en évidence au Caussanel, lac de Pareloup et à Bouloc (au niveau du plateau au sens strict). Ces sédiments sont datés du Trias.
À partir du Permien et tout au long du secondaire, le massif de Lévézou et le Haut Ségala ont été entourés par les eaux. La vallée de l'Aveyron correspond à l'ancien détroit de Rodez. L'orogenèse alpine a conduit à l'élévation de l'ensemble de la région par l'est, formant des escarpements le long du plateau. Ainsi les limites géographiques (les escarpements est) et les limites géologiques (failles à l'est et au sud, chevauchement à l'ouest) correspondent bien, donnant ainsi une individualité au massif.
Le Lévézou, comme tout le Massif central, présente une activité tectonique non négligeable. Ainsi un tremblement de terre de 4,5 sur l'échelle de Richter y a été ressenti le 18 février 2002.

### Voies de communication
Les vestiges de la voie romaine reliant Millau à Rodez attestent de cette ancienne voie de communication traversant le Lévézou.
Le plateau est traversé par la D911, autrefois voie royale puis nationale. Elle met en relation Cahors à Millau et constitue un axe structurant pour la région bien qu'elle évite les principaux villages. En effet, c'était une voie militaire qui a été construite sur les crêtes pour éviter les guets-apens. Aujourd'hui elle constitue un axe majeur reliant la région à l'A75 à Millau.
Le développement du tourisme et la politique de désenclavement du Conseil départemental de l'Aveyron ont rendu le réseau routier de bonne qualité, notamment aux alentours des lacs de retenue EDF (D993).
Aucun chemin de fer ne traverse le plateau. Les gares les plus proches sont Rodez, Luc-la-Primaube, Millau et Sévérac-le-Château pour les plus importantes.
L'aéroport le plus proche est à 40 km environ, il s'agit de l'aéroport de Rodez-Aveyron. Un aérodrome est situé à l'extrême ouest du plateau, à Cassagnes-Bégonhès.

### Cours d'eau
Le Lévézou est un massif cristallin bien arrosé (1 000 à 1 200 mm de précipitations annuelles). Les rivières du Lévézou définissent les bassins hydrographiques du Viaur et de la Muze. La Muze et ses ruisseaux en rive droite, Musète, Cougoussac, Rieu-Balmés, Vabre, le Bruel, les Planquettes, Salesse, drainent l'ensemble du versant sud du Lévézou et se déversent dans le Tarn. Le Vioulou et la Douse absorbent les eaux du plateau et alimentent le bassin du Viaur.

## Les communes du Lévézou
Le Syndicat mixte du Lévézou regroupe deux communautés de communes :
- Communauté de communes du Pays de Salars : Agen-d'Aveyron, Arques, Comps-la-Grand-Ville, Flavin, Le Vibal, Pont-de-Salars, Prades-Salars, Salmiech, Trémouilles ;
- Communauté de communes de Lévézou Pareloup : Alrance, Arvieu, Canet-de-Salars, Curan, Saint-Laurent-de-Lévézou, Saint-Léons, Salles-Curan, Ségur, Vézins-de-Lévézou, Villefranche-de-Panat.

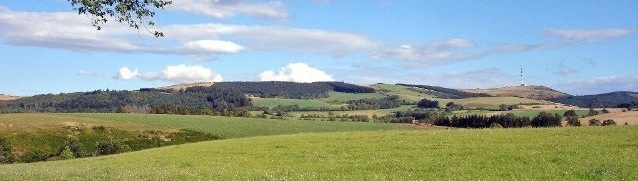
Les crêtes du Lévézou

## Hydrographie
Dans les années 1950, profitant de précipitations annuelles moyennes importantes et de son caractère surélevé par rapport au reste de la région, de nombreux barrages hydroélectriques ont été construits sur les principales rivières :
- barrage de Pont-de-Salars, sur le Viaur ;
- barrage du Bage, sur le Bage ;
- barrage de Pareloup sur le Vioulou ;
- barrage de Villefranche-de-Panat sur l'Alrance ;
- barrage de Pinet sur le Tarn ;
- barrage du Céor à Arvieu ;
- barrage du Pouget sur le Tarn.

Ils consistent à collecter l'eau du Viaur et de ses affluents pour les faire chuter dans le Tarn au niveau du Pouget (chute de 400 m).

## Économie

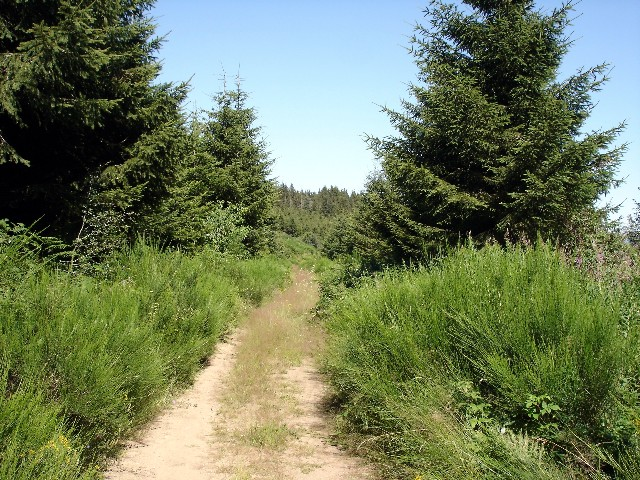
Sapinière sur le Lévézou

La région est principalement agricole : élevage de bovins et ovins pour la viande et le lait notamment celui de brebis pour la production du roquefort. Les élevages alimentent les plus grands marchés aux bestiaux de France qui se situent en bordure du plateau (Laissac pour les bovins et les ovins, Réquista pour les ovins).
La sylviculture est bien développée également dans cette région ou les vallées sont boisées (feuillus) ainsi que les sommets plantés de résineux (forêts de Bouloc et du Lagast).
Nombreux barrages EDF qui forment un système (450 mètres de dénivelé) de collecte des eaux des rivières par des tunnels qui sont ensuite déversée dans le Tarn, au barrage du Pouget, en aval d'Ayssènes par une conduite forcée.

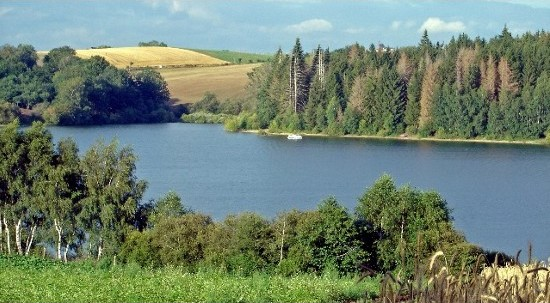
Le lac de Pareloup

Le tourisme rural s'est beaucoup développé ces dernières années à cause des retenues d'eau artificielles (baignades, loisirs nautiques), et au riche patrimoine du pays. L'activité touristique peut faire tripler la population entre les mois de juin et de septembre. L'hiver, le Lévézou reste isolé par la neige et le froid car l'altitude est élevée pour ce département de moyenne montagne.
Les retenues d'eau artificielles sont :
- le lac de Pareloup (le plus vaste) (1 290 ha) ;
- le lac de Pont-de-Salars (190 ha) ;
- le lac de Villefranche-de-Panat (192 ha) ;
- le lac de Bage (50 ha) ;
- le lac de la Gourde ;
- le lac de Saint-Amans.

La création d'un parc à thème, Micropolis, la cité des insectes, en référence à la diversité biologique du massif et de son célèbre entomologiste Jean-Henri Fabre, a permis de compléter l'offre touristique.
Une diversification semble s'ajouter à l'économie locale. Après la domestication de l'eau des rivières, le développement de l'énergie éolienne est en cours, avec plusieurs parcs en exploitation (état des lieux en avril 2009) :
- 6 éoliennes à Viarouge de Ségur ;
- 29 éoliennes à Salles-Curan ;
- 6 éoliennes à Canet-de-Salars ;
- 13 éoliennes à Castelnau-Pégayrols ;
- 5 éoliennes de Lestrade-et-Thouels ;
- 8 éoliennes à Ayssènes.

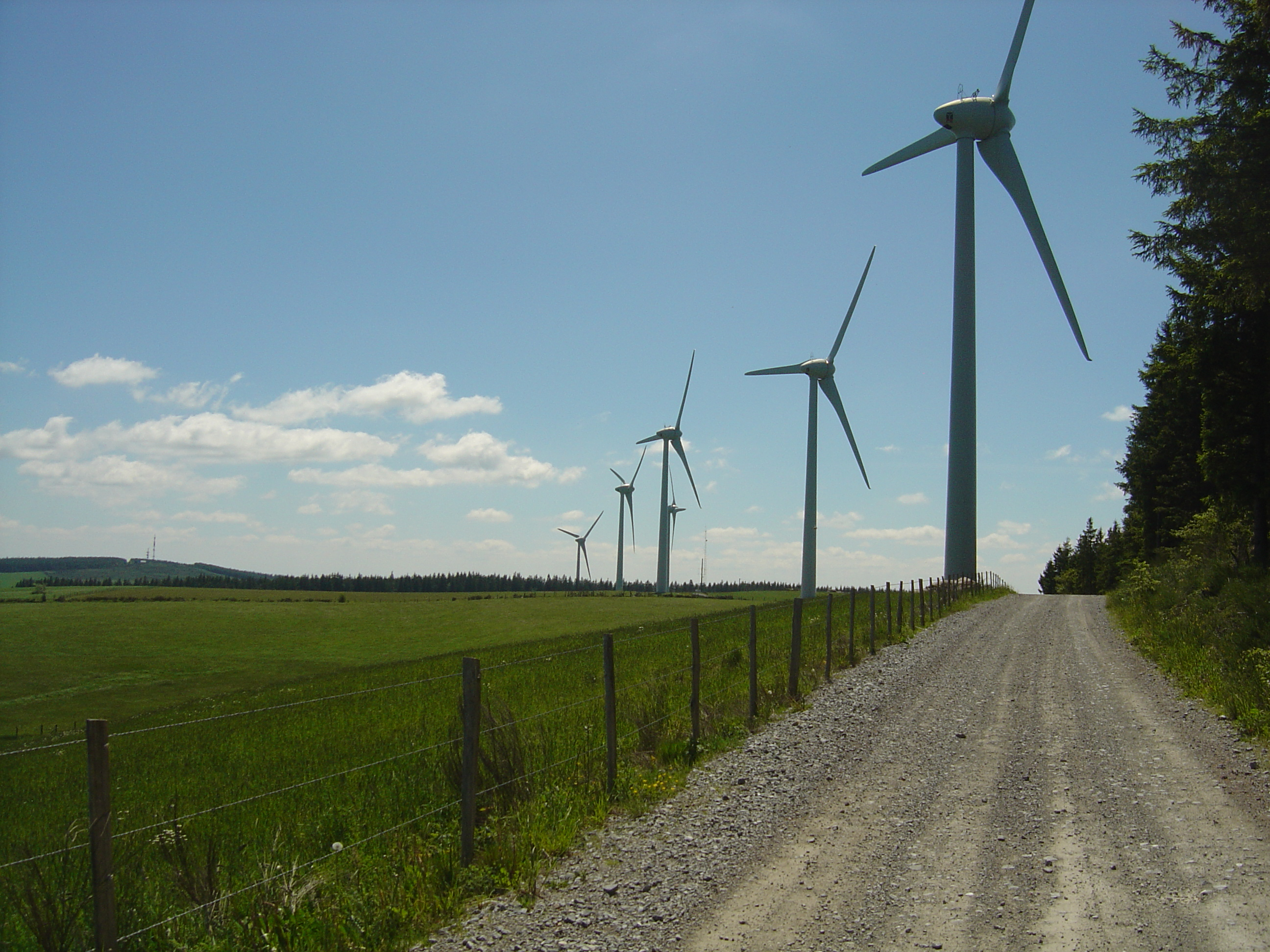
Éoliennes dans les monts du Lévézou

Deux autres projets ont été autorisés en avril 2009 par le préfet : Flavin et Pont de Salars, 10 éoliennes et Lavernhe de Séverac, 4 éoliennes.
Les principaux bourgs d'activités et de commerces sont Pont-de-Salars, Salles-Curan, Arvieu, Villefranche-de-Panat.

## Patrimoine
Au Moyen Âge, de nombreux châteaux forts ont été construits. Les châteaux sont très nombreux, dont ceux restant en bon état :
- le château de Vézins ;
- le château de Saint-Beauzély ;
- le château de Salles-Curan ;
- le château de Castelnau-Pégayrols ;
- le château bas de Montjaux.

Plusieurs musées sont présents sur le Lévézou :
- le musée du charroi rural à Salmiech ;
- le musée des métiers de la pierre et de la vie rurale au château de Saint-Beauzély ;
- le musée Eugène Viala à Salles-Curan ;
- la maison natale Jean-Henri Fabre à Saint-Léons.

Les autres éléments importants du patrimoine sont :
- la tour de Peyrebrune, commune d'Alrance ;
- l'abbaye Notre-Dame de Bonnecombe, commune de Comps-la-Grand-Ville ;
- le prieuré de Comberoumal : prieuré de Grandmontains, fondé en 1210 par Henri Ier de Rodez, comte de Rodez[6] ;
- le dolmen de Saint-Louis, près de Villefranche-de-Panat ;
- l'église de Canet-de-Salars, dite « cathédrale du Lévézou » ;
- la chapelle de Notre-Dame-d'Aures, commune d'Arvieu.

## Écologie
La confrontation du climat montagnard et continental l'hiver avec le climat méditerranéen l'été conduit à des conditions environnementales particulièrement riches au niveau de la flore et faune comme dans tout le département.
Le célèbre entomologiste Jean-Henri Fabre y a étudié de nombreuses espèces d'insectes entre autres. L'intérêt écologique de la région a été « sacralisé » par la production d'un documentaire à succès Microcosmos : Le Peuple de l'herbe. Un parc à thème, Micropolis, la cité des insectes a été construit à Saint-Léons afin d'initier le public à cette richesse.
L'altitude a favorisé le développement de tourbières et de zones marécageuses qui ont été répertoriées et sont protégées par Natura2000.
La tourbière des Rauzes, à proximité de la D911, se visite. Un parcours balisé et aménagé permet de découvrir cet écosystème fragile et menacé malgré son utilité écologique. Parmi les espèces visibles : la droséra (plante carnivore), des dizaines d'espèces de papillons dont l'Azurée des moulières. Propriété du conseil général de l'Aveyron, elle est désormais protégée.
La tourbière des Founs, commune d'Arvieu, est également mise en valeur avec un parcours pédagogique et pastoral.

### Géographie
- Marc Vaissière, La montagne du Lévésou : entre le mythe et la réalité, Millau, Éd. del Monsénher, 2009, 1 vol. (60 p.) : cartes et ill. en coul., couv. ill. en coul. ; 30 cm (BNF 42208614)
- Roger Durand, Les nuages du Lévézou, Sauveterre-de-Rouergue, Éd. de la Bastide, coll. « Le chemin des Puechs » (no 1), 2000, 183 p., couv. ill. en coul. ; 21 cm (ISBN 2-913318-07-X, BNF 37108965)
- Syndicat mixte Monts et Lacs du Lévézou et Pierre Raynal (directeur de publication), Cahiers vers... : trimestriel d'informations du Syndicat : N° 1(2002,juin)-N° 22(2008, mars), Arvieu, Syndicat Monts et Lacs du Lévézou, 2002, 30 cm (ISSN 1636-5399, BNF 38883091)
- André Meynier, À travers le Massif central : Ségalas, Levézou, Châtaigneraie, Aurillac, éditions U.S.H.A., 1931, 1 vol. (XIX-490 p.) : cartes et figures ; In-8° (BNF 34098440)
- André Meynier, Ségalas, Levézou, Châtaigneraie (étude géographique) : Thèse pour le doctorat ès lettres, présentée à la faculté des lettres de l'université de Paris, Aurillac, Éditions U.S.H.A., 1931, Gr. in-8, XIX-491 p., fig., pl. (BNF 34098441)

### Cartographie
- Institut géographique national, Saint-Beauzély : Série bleue : carte topographique de la France à 1:25 000, Paris, IGN, 2002, 1 flle : en coul. ; 99 x 68 cm, pliée 23 x 12 cm (BNF 40790683)
- Institut géographique national, Rodez - Mende : Parc naturel régional des Grands Causses (nord), Paris, IGN, coll. « TOP 100 : la carte touristique locale » (no 58), 1997, 1 flle : en coul. ; 90 x 121 cm, pliée 22 x 12 cm (BNF 40794215)
- Institut géographique national et Parc naturel régional des Grands Causses (Collaborateur), Parc naturel régional des Grands Causses : patrimoine et paysages, Paris, IGN, coll. « Les Spéciales de l'IGN / Culture & environnement » (no 83035), 2000, 1 carte : en coul. ; 96 x 110 cm, pliée 24 x 11 cm (BNF 40669975)
- Les lacs du Lévézou : Aveyron, Auch, Edi-Service, 1989, 1 carte : en coul. ; 20 x 60 cm, plié 20 x 10 cm (BNF 40572061)

### Aménagement rural
- Atelier départemental d'étude d'aménagement rural (Aveyron), Région du Lévézou : éléments de réflexion et propositions pour un programme d'aménagement, Rodez, Coopim, 1976, 24 p., ill., couv. ill. ; 21 x 30 cm (BNF 35253591)

### Histoire
- Paulette Charnoz, Souvenirs de mon pays natal, jadis, en Levezou Salles-Curannais, S.l., s.n., 2001, 64 p., ill., couv. ill. (ISBN 2-9517582-0-0, BNF 38910445)

### Économie
- Roger Calmès, Les Campagnes des Ségalas et du Lévezou : développement et progrès agricoles, Rodez, Subervie, 1980, 222 p., ill., couv. ill. ; 25 cm (BNF 34681468)
- Roger Calmès, Développement et progrès agricoles dans les Ségalas et Lévezou, Lille, Atelier national reprod. th. Univ. Lille 3, 1983, 579 p., ill. ; 24 cm. + cartes en poch (ISBN 2-7295-0013-8, BNF 36085605)
- Chambre d'agriculture (Aveyron) et Comité de développement agricole de la Vallée de l'Aveyron et du Lévézou, Flash d'informations. Vallée de l'Aveyron Lévézou, Laissac ; Rodez, Comité de développement agricole ; Chambre d'agriculture de l'Aveyron (ISSN 0983-5024, BNF 34409269)
- Chambre d'agriculture (Aveyron) et Comité de développement agricole de la Vallée de l'Aveyron et du Lévézou, GTI : gestion techniques innovations. Vallée de l'Aveyron Lévézou, Laissac ; Rodez, Comité de développement agricole de la Vallée de l'Aveyron et du Lévézou ;  Chambre d'agriculture de l'Aveyron, 1996, 30 cm (ISSN 0986-8399, BNF 34409261)

### Paroisses
- Claude Seillier (Directeur de publication), Notre Lévézou : Notre-Dame du Lévézou : Chez nous : journal paroissial : Diocèse de Rodez-Vabres, Pont-de-Salars, Paroisse Notre-Dame du Lévézou, 19.., Mensuel ; n° ; 30 cm (ISSN 2115-7766, BNF 42409099)

### Patrimoine
- Dieudonné Rey (ill. Jean Victor), Le prieuré de Comberoumal en Lévézou : Fac-sim. de l'éd. de Rodez : P. Carrère, 1925, Nîmes, C. Lacour, coll. « Rediviva », 1998, 88 p., 88 p.-[8] f. de pl. : ill., couv. ill. ; 21 cm (ISBN 978-2-7504-3298-0, ISSN 0989-4616, BNF 37035940)

### Eugène Viala
- Eugène Viala (préf. Serge Bories), Loin des foules, Salles-Curan, Association "Les amis d'Eugène Viala et du Lévézou", 2013, 136 p., ill. en noir et en coul., couv. ill. en coul. ; 21 cm (ISBN 978-2-9544962-0-7, BNF 43635366)
- Eugène Viala (préf. Serge Bories), Paysages, Salles-Curan, Association "Les amis d'Eugène Viala et du Lévézou", 2011, 108 p., ill. en noir et en coul., couv. ill. en coul. ; 20 cm (ISBN 978-2-7466-3919-5, BNF 42566644)
- Association "Les amis d'Eugène Viala et du Lévézou" et Serge Bories (Directeur de la publication), Murmures de notre terre : N° 1 (juin 2004), Salles-Curan, Association "Les Amis d'Eugène Viala et du Lévézou", 2004, Annuel; n° : ill. ; 30 cm (ISSN 2115-2071, BNF 42389152)

### Randonnées
- Syndicat mixte Monts et Lacs du Lévézou, Les monts et lacs du Lévezou : plateaux, puechs, lacs, vallées : 23 promenades et randonnées à pied, à cheval et à VTT, Arvieu, Syndicat des Monts et Lacs du Lévézou, coll. « Les belles balades de l'Aveyron », 2001, 50 p., ill. en coul., couv. ill. en coul. ; 21 cm (BNF 38922505)
- Fédération française de la randonnée pédestre, GR 62-62A-B620 Les Grands Causses du Rouergue : "Causse Noir - Lévezou - Causse Comtal", Paris, FFRP-CNSGR, coll. « Topo-guide » (no 622), 1992, 80 p., cartes, ill. en coul., couv. ill. en coul. ; 21 cm (ISBN 2-85699-523-3, BNF 40591300)
- Fédération française de la randonnée pédestre, Topo-guide des Sentiers de Grande Randonnée G.R. 62 et 62 A : Causse Noir et Plateau du Lévézou de la Pierre Plantée à Salles-Curan. 121 km avec la variante 62 A. Ire édition, Paris, Comité national des sentiers de grande randonnée, 1974, 31 p. de textes et cartes ; 21 cm (BNF 40637559)
- Fédération française de la randonnée pédestre, G.R. 62-62 A, Causse noir. Plateau du Lévezou-Rouergue, de la Pierre Plantée (Meyrucis) à Conques 186 km : 1re éd., Paris, Comité national des sentiers de grande randonnée, coll. « Topo-guide du sentier de grande randonnée », 1977, Cartes ; 21 cm (BNF 40637560)
- Fédération française de la randonnée pédestre, Grand tour des monts et lacs du Lévézou : GR de Pays, Paris, FFRandonnée, coll. « Topo-guide. Grande randonnée » (no 1201), 2011, 80 p., 1 guide (80 p.) : cartes et ill. en coul., couv. ill. en coul. ; 21 cm (ISBN 978-2-7514-0516-7, BNF 42402467)

## Filmographie
- Gérard Tajana (Réalisateur. Scénariste. Auteur du texte) et Paula de Oliveira (Voix parlée), Le lac de Pareloup et ses carnassiers, S.l., Seasons : Tip top productions, coll. « Pêche en lieux mythiques » (no 2), 2002, 1 cass. vidéo (VHS) (50 min) : coul. (SECAM), son. (BNF 39951398)